# 馬勞機場
馬勞機場是一個位於所羅門群島馬勞之民用機場。

## 航空公司及目的地
| 航空公司   | 目的地   |
| ---------- | -------- |
| 所羅門航空 | 霍尼亞拉 |

## 外部連結
- 所羅門航空路線